# Cessna 190 / 195
Los Cessna 190 y 195 Businessliner son una familia de aviones de aviación general propulsados por motor radial y equipados con tren de aterrizaje convencional, que fueron fabricados por Cessna entre 1947 y 1954.
El modelo 195 también fue usado por la Fuerza Aérea, el Ejército y la Guardia Nacional del Ejército de los Estados Unidos como avión de transporte ligero y utilitario bajo la designación LC-126/U-20.

## Diseño y desarrollo

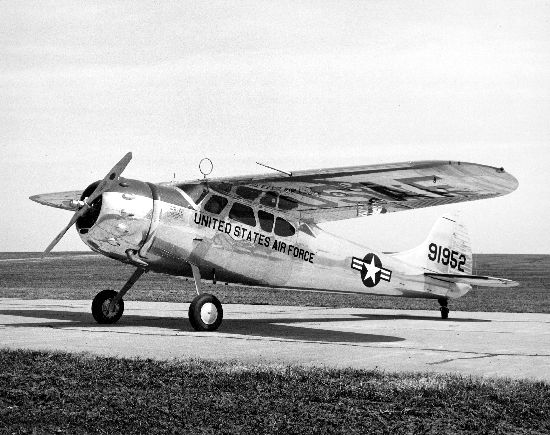
Cessna LC-126A.

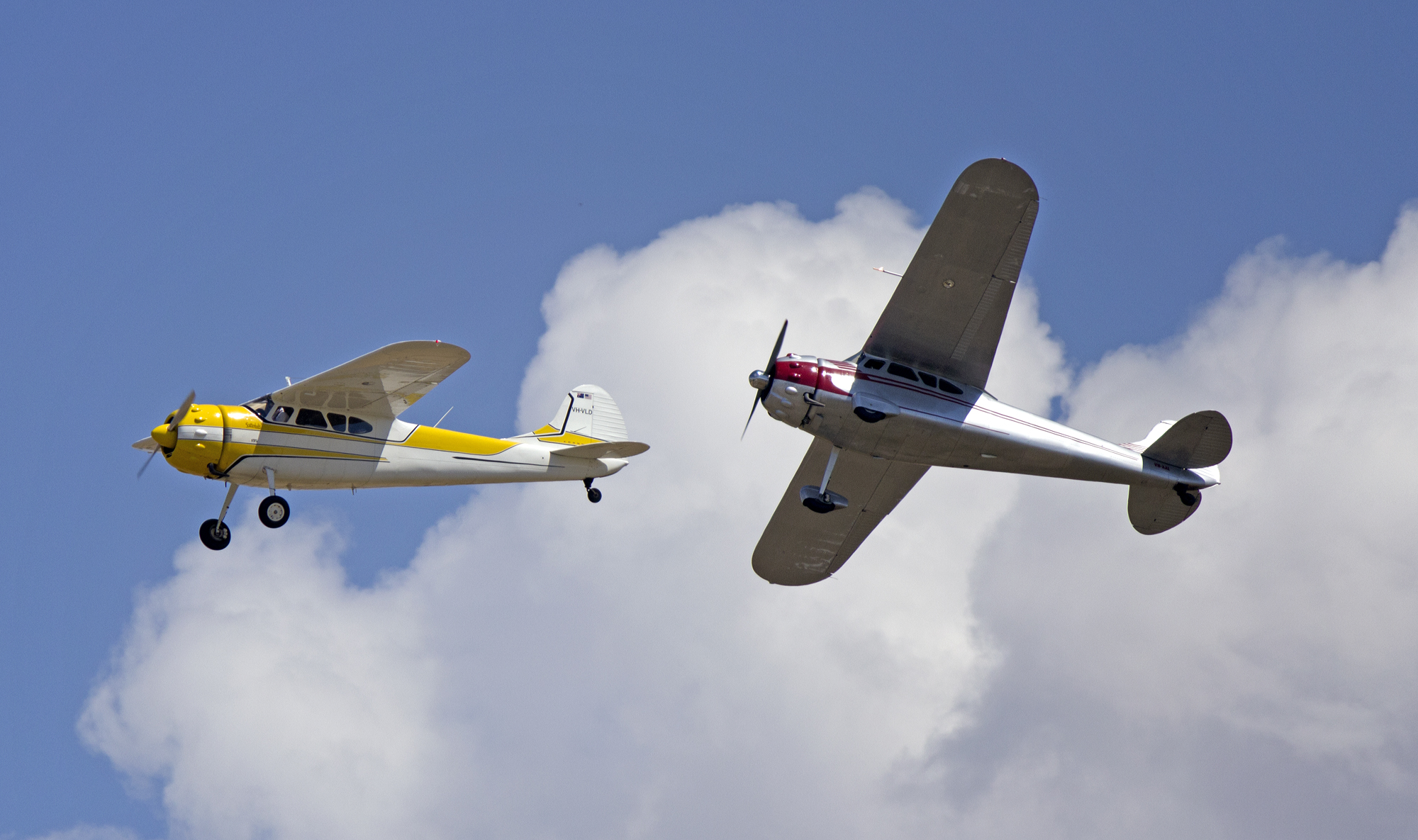
Cessna 195B de 1953 y Cessna 190 de 1948.

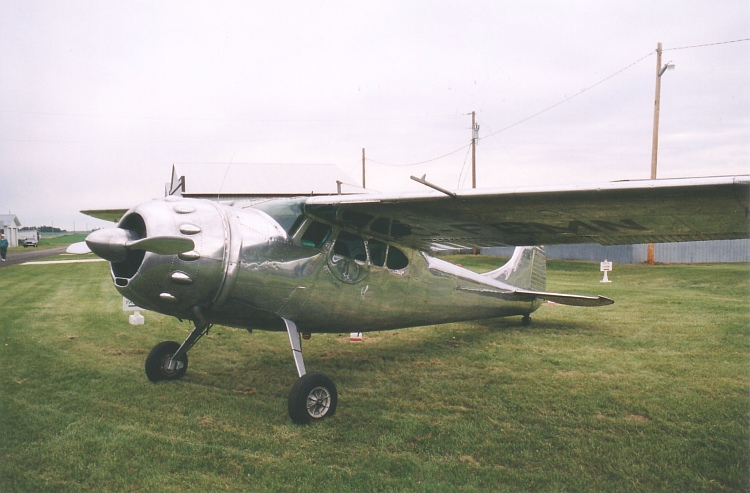
Cessna 195 de 1949 en acababo de aluminio pulido.

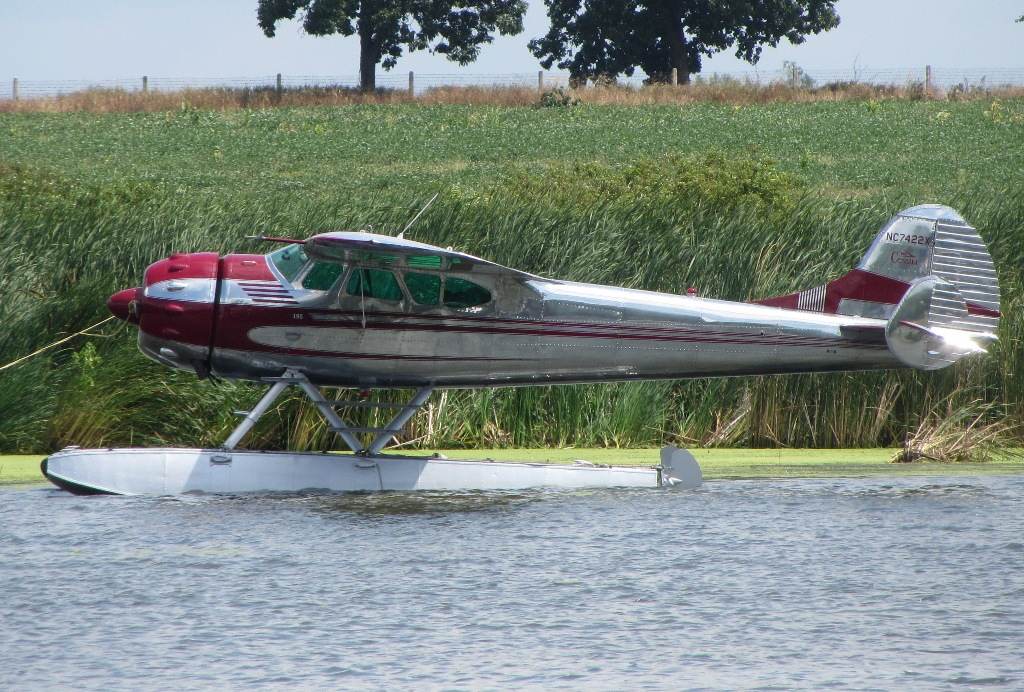
Cessna 195 equipado con flotadores.

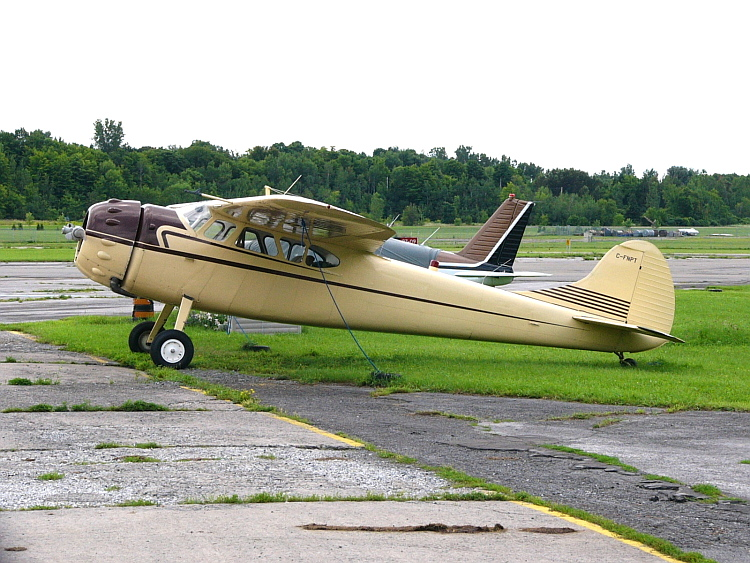
Cessna 190 de 1947.

Los Cessna 190 y 195 fueron los únicos aviones de motor radial de Cessna de la posguerra. El primer prototipo voló en 1945, tras el final de la Segunda Guerra Mundial, y ambos modelos entraron en producción en 1947.
El 195 fue el primer avión de Cessna en estar completamente construido en aluminio y presenta un ala cantilever, similar a la del Cesnna 165 de preguerra, del que deriva. El ala se diferencia de la de los siguientes aviones ligeros de Cessna en que tenía un ahusamiento recto desde la cuerda de la raíz hasta la cuerda de la punta y no tenía diedro. El perfil alar empleado era el NACA 2412, el mismo usado en los posteriores Cessna 150, 172 y 182.
El fuselaje del 190/195 es grande en comparación con otros modelos de Cessna, debido a que el diámetro de 42 pulgadas del motor radial debía ser acomodado en el morro. Hay dos filas de asientos: dos asientos individuales en la primera, con un cómodo espacio entre ellos, y hasta tres pasajeros podían sentarse en un banco en la segunda.
El 190/195 tiene patas del tren de aterrizaje con suspensión de acero plano derivada de la compra por Cessna de los derechos del Big X a Steve Wittman. Muchos han sido equipados con tren de aterrizaje girables de viento cruzado que permite aterrizar con hasta 15 grados de desalineamiento. Aunque el sistema de viento cruzado simplifica el aterrizaje, hace al avión dificultoso de manejar en el suelo. El 195 está equipado con un escalón retráctil que se extiende cuando la puerta de la cabina está abierta, aunque algunos han sido modificados para fijar el escalón.
El avión resultaba caro de comprar y operar por particulares, así que Cessna los comercializó principalmente como aviones de negocios bajo el nombre "Businessliner".
Los motores que equiparon a los 190 y 195 se hicieron famosos por su consumo de combustible. El avión tenía un depósito de aceite de 19 l, con un mínimo de 7,6 l para el vuelo. El consumo típico de aceite con cilindros de acero es de 1,9 l por hora.
Una versión de fábrica con flotadores fue equipada con una cola triple para mejorar la estabilidad de guiñada. La cola recuerda a la del Lockheed Constellation.
El Cessna 195 produce una velocidad verdadera de crucero de 274 km/h con un consumo de combustible de 61 l a la hora. Puede acomodar a cinco personas.
Incluyendo los LC-126, se construyeron un total de 1180 190 y 195.
El 190 fue presentado oficialmente con un precio de 12 750 dólares en 1947 (143 062 dólares en 2018). Cuando la producción finalizó en 1954, el precio había aumentado hasta los 24 700 dólares (230 442 dólares en 2018) para el 195B. Esto, comparado con los 3495 dólares por el biplaza Cessna 140 del mismo periodo.

### LC-126/U-20
El LC-126 fue la versión militar del Cessna 195 de 300 hp y podía ser equipado con esquís o flotadores. Fueron entregados 83 LC-126, incluyendo:
- USAF: Cessna LC-126A, 15.[1]
- Guardia Nacional del Ejército: Cessna LC-126B, 5.[4]
- Ejército de los Estados Unidos: Cessna LC-126C, 63.[1]

Una vez convertidos en excedentes, la mayor parte de los LC-126 fue vendida como aviones civiles, modificados con un equipo civil de Cessna.

## Historia operacional

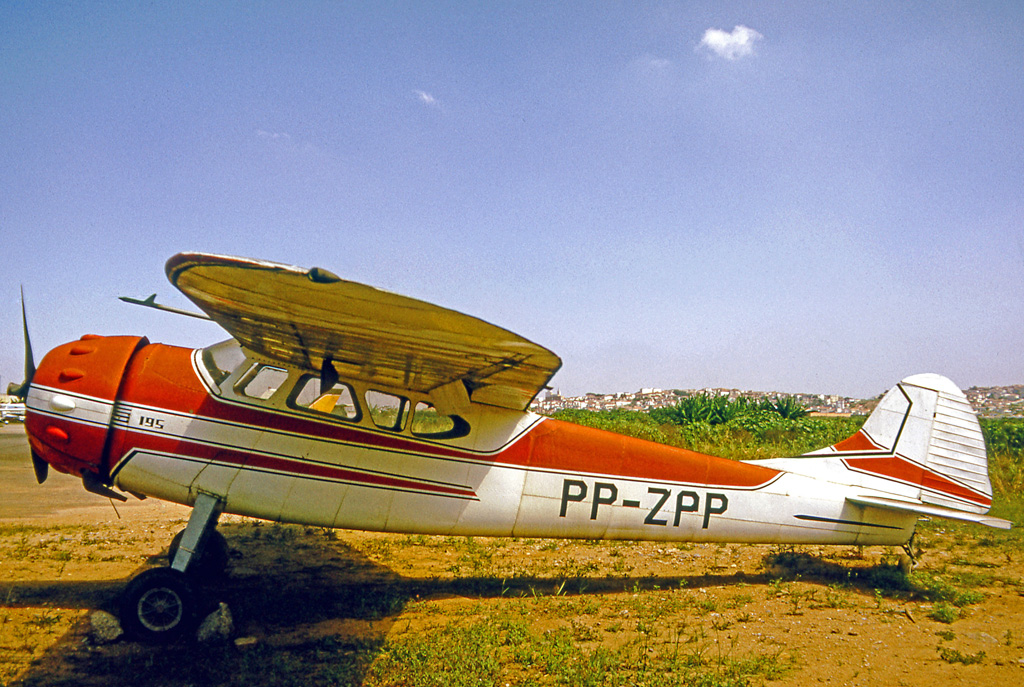
Cessna 195 brasileño en el campo Marte, Sao Paulo en 1975.

Los Cessna 190 y 195 son considerados "unos de los clásicos más hermosos construidos" por pilotos y coleccionistas, y están muy buscados en el mercado de aviones usados.
El 24 de julio de 2017, el número de 190 y 195 todavía registrados en los Estados Unidos era:
- 86 Cessna 190.
- 225 Cessna 195.
- 125 Cessna 195A.
- 126 Cessna 195B.

En febrero de 2014, había tres Cessna 190, once Cessna 195, dos Cessna 195A y dos Cessna 195B registrados en Canadá. Otros aviones Cessna 190 y 195 han sido comprados por particulares residentes en Brasil y Reino Unido.

## Variantes

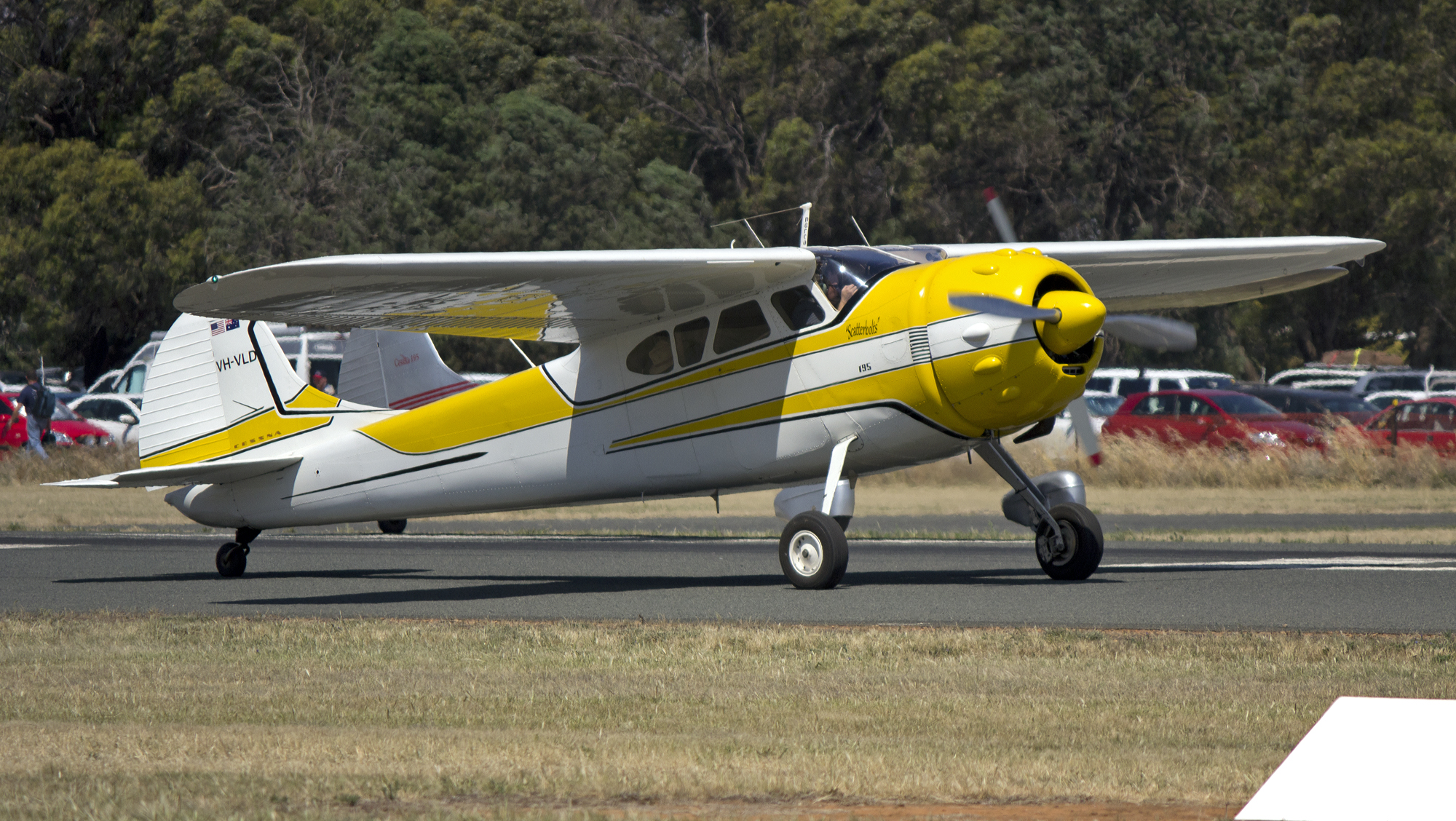
Cessna 195B de 1953.

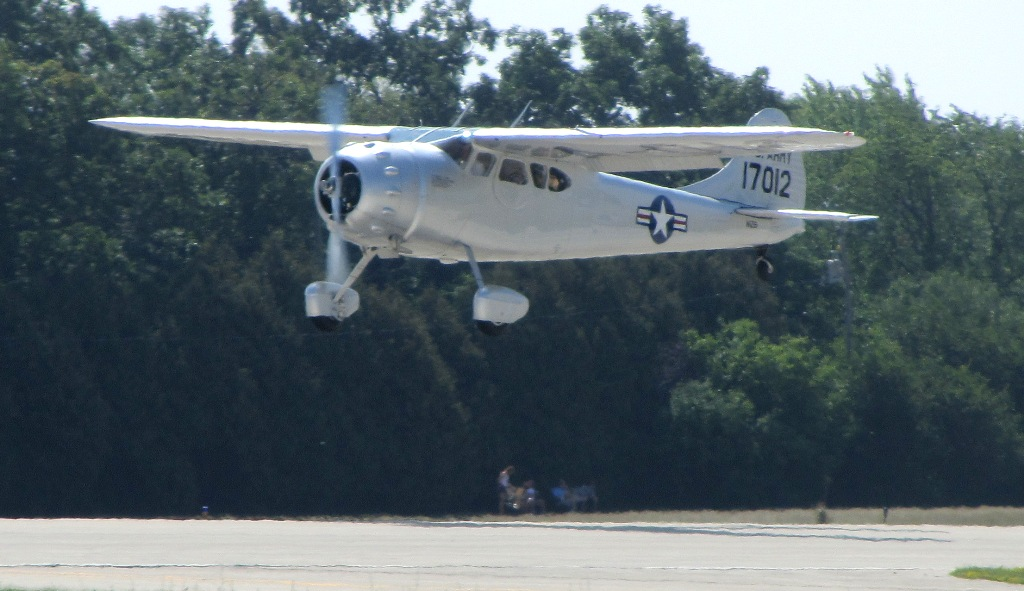
Cessna LC-126C aterrizando.

La principal diferencia entre los modelos 190 y 195 era el motor instalado.
190
Propulsado por un motor Continental W670-23 de 180 kW (240 hp), certificado el 1 de julio de 1947.
195
Propulsado por un motor Jacobs R-755-A2 de 225 kW (300 hp), certificado el 12 de junio de 1947.
195A
Propulsado por un motor Jacobs L-4MB (R-755-9) de 184 kW (245 hp), certificado el 6 de enero de 1950.
195B
Propulsado por un motor Jacobs R-755B2 de 206 kW (275 hp), certificado el 31 de marzo de 1952. Presentaba flaps con el área incrementada en un 50 % con respecto a los modelos anteriores.
LC-126A
Designación militar para el Cessna 195, avión de cinco plazas para el Ejército de los Estados Unidos, podía ser equipado con esquís o flotadores, 15 construidos.
LC-126B
Aviones similares al LC-126A para el uso por la Guardia Nacional del Ejército, cinco construidos.
LC-126C
Variante del LC-126A para entrenamiento instrumental/enlace, 63 construidos.
U-20B
Redesignación de los LC-126B por la USAF en 1962.
U-20C
Redesignación de los LC-126C por la USAF en 1962.

## Operadores

### Civiles
Los Cessna 190 y 195 han sido muy populares entre particulares y compañías, y también han sido operados por algunas compañías chárter y pequeñas aerolíneas regionales.

### Militares
Estados Unidos
- Guardia Nacional del Ejército
- Ejército de los Estados Unidos
- Fuerza Aérea de los Estados Unidos

## Accidentes e incidentes
- El 9 de diciembre de 2020, un Cessna 195 sufrió un accidente durante su aterrizaje en el Aeropuerto Ejecutivo de Opa-Locka (OPF), en el condado de Miami-Dade, Florida. La aeronave quedó totalmente apoyada sobre su nariz y los equipos de emergencia acudieron a atenderla, sin que se registraran personas con heridas severas. Su matrícula es N4427C, con número de serie 16012, y con una antigüedad de 68 años.[16]

## Especificaciones (195)
Referencia datos: The Complete Guide to Single Engine Cessna, 3rd Edition

### Características generales
- Tripulación: Uno (piloto)
- Capacidad: Cuatro pasajeros
- Longitud: 8,3 m (27,3 ft)
- Envergadura: 11 m (36,2 ft)
- Altura: 2,2 m (7,2 ft)
- Peso vacío: 953 kg (2100,4 lb)
- Peso cargado: 1520 kg (3350,1 lb)
- Planta motriz: 1× motor radial de siete cilindros refrigerado por aire Jacobs R-755.
  - Potencia: 220 kW (303 HP; 299 CV)
- Hélices: Hamilton Standard bipala de velocidad constante

### Rendimiento
- Velocidad nunca excedida (Vne): 322 km/h (200 MPH; 174 kt)
- Velocidad máxima operativa (Vno): 286 km/h (178 MPH; 154 kt)
- Velocidad crucero (Vc): 274 km/h (170 MPH; 148 kt)
- Velocidad de entrada en pérdida (Vs): 100 km/h (62 MPH; 54 kt)
- Alcance: 1287 km (695 nmi; 800 mi) al 70% de potencia
- Techo de vuelo: 5600 m (18 373 ft)
- Régimen de ascenso: 6,1 m/s (1201 ft/min)
- Carga alar: 75 kg/m² (15,4 lb/ft²)

## Aeronaves relacionadas

### Aeronaves similares
- Beechcraft Staggerwing
- Stinson Reliant

### Secuencias de designación
- Secuencia Numérica (interna de Cessna): ← 185 - 187 - 188 - 190 - 195 - 205 - 206 - 207 →
- Secuencia C-_ (Aviones de carga del USAAC/USAAF/USAF, 1924-1962): ←  C-123/A - C-124 - C-125 - C-126 - C-127 (I) - C-127 (II) - C-128 →
- Secuencia U-_ (Aviones Utilitarios estadounidenses, 1962-presente): ← U-17 - U-18 - U-19 - U-20 - U-21 - U-22 - U-23 →